# Mückendorf
Mückendorf ist ein Ortsteil der Stadt Baruth/Mark im Landkreis Teltow-Fläming in Brandenburg, Deutschland.

## Geographie und Gliederung
Das an der schmalsten Stelle des Baruther Urstromtals und an seinem westlichen Rand gelegene Mückendorf befindet sich rund 40 Kilometer von der Südgrenze der Stadt Berlin und rund drei Kilometer nordwestlich vom benachbarten Baruth entfernt. Weitere Nachbarorte sind (im Uhrzeigersinn, von Südwesten beginnend) Paplitz, Schöbendorf, Horstwalde, Neuhof (Zossen) und Zesch am See. Mückendorf liegt etwa einen Kilometer westlich von der in Nord-Süd-Richtung verlaufenden Bundesstraße 96 entfernt.
Mückendorf besteht aus dem so genannten Hauptdorf und der an der B 96 gelegenen Siedlung Lorenzwerk, die offiziell als Wohnplatz Siedlung geführt wird. Das heutige Runddorf war früher in Hufeisenform gestaltet worden. Mittelpunkt des Dorfes ist der seit 1931 in einem Park gelegene Dorfteich. Die nordöstlich gelegenen Flächen sind vorzugsweise bewaldet, die südwestlich gelegenen Flächen werden vorzugsweise landwirtschaftlich genutzt und durch den Mückendorfer Westgraben und den Birkhorstwiesener Graben in das Hammerfließ entwässert.

## Geschichte

### 15. und 16. Jahrhundert
Erstmals urkundlich erwähnt der Ort als Im Dorffe Munckendorff im Jahr 1465. Es gehörte vor 1465 bis 1873 zur Herrschaft Baruth mit allem Recht. Die Einwohner von Mugkendorff, Muckindorff leisteten im Jahr 1474 Abgaben an die von Schlieben: Balthasar von Schlieben erhielt von zwei Einwohnern je 2 Scheffel Korn und 40 Groschen (gr). Ein Einwohner zahlte 4 Scheffel Korn, 40 gr und 6 Pfennig (d), ein Einwohner 40 gr 6 d. Offe und Jorgen von Schlieben erhielten vom Richter ein Scheffel Korn und ein Schock für ein Lehnpferd sowie von fünf Einwohnern jeweils 4 Scheffel Korn und 39 gr. Drei Einwohner gaben je zwei Scheffel Korn und 39, zwei Kossäten jeweils 12 gr. Im Jahr 1529 lebten in Muckendorff 13 Hufner und zwei Gärtner; die Bezeichnung muggendorff erschien im Jahr 1532. Im Jahr 1538 wollte Hans Kohlhase in das Dorf einfallen, es plündern, anstecken und verbrennen. Das Dorf erschien in dieser Zeit als zw Muggendorf, vor Baruethgelegenn. In einer Statistik aus dem Jahr 1542 erschienen 15 Steuerpflichtige, die der Witwe von Schlieben Abgaben leisteten: einmal 60 Rheinische Gulden (fl), einmal 48 fl, dreimal 32 fl, sechsmal 40 fl, einmal 38 fl, einmal 37 fl und zweimal 6 fl. In einer weiteren Statistik aus dem Jahr 1551 wurden 14 Veranlagte aufgeführt, die alle Güter besaßen. Sie leisteten dreimal 20 Schock (darunter der Richter), viermal 19 Schock, zweimal 18 Schock, dreimal 17 Schock, einmal 6 Schock und einmal 5 Schock. Im Jahr 1575 lebten im Dorf 13 Hufner. Eine Statistik aus den Jahren 1593/1594 führte 14 Veranlagte auf. Der Schulze gab 2 fl 18 gr, acht Personen 1 fl 19 gr 6d, drei Personen 1 fl 18 gr 10 d, eine Person 1 fl 18 gr 6 d und die beiden Gärtner je 12 gr. Der Pfarrer erhielt von jedem Hufner ein Scheffel Korn, zusammen 13 Scheffel, ebenso 1617.

### 17. und 18. Jahrhundert
Im Jahr 1617 lebten im Dorf drei Hufner, allesamt Lehnbauern und der Schulze. Mückendorf wurde im Dreißigjährigen Krieg schwer verwüstet. Im Jahr 1672 waren alle 13 Bauerngüter wüst; ein Gärtnerhof war ziemlich, einer vollständig zerstört. Im Jahr 1685 hatte sich ein Kossät angesiedelt. Ein weiterer, der zu einer früheren Zeit hinzugekommen war, hatte den Hof wieder aufgegeben.
Im Jahr 1718 lebten im Dorf neun Kossäten oder Gärtner, die auf 5 ½ Hufen 16 Scheffel 8 Metzen Aussaat ausbrachten; auf jede Hufe drei Scheffel. Im Dorf gab es im Jahr 1722 eine Windmühle, einen gräflichen Schützen und 15 Feuerstätten (=Haushalte). Für 1754 wurde lediglich von 28 Hufen gesprochen; 1764 waren es 21 regulierte Hufen. In Mückendorf gab es im Jahr 1777 insgesamt 13 Hufner oder Anspänner, zwei Halbhufner und sieben Häusler; in Summe 22 Einwohner. Mückendorf bestand als Dorf, dabei 1778/1786 mit Meisterei und 1791 mit Windmühle.

### 19. Jahrhundert
Mückendorf bestand im Jahr 1800 mit der Försterwohnung und Windmühle und wurde 1802 als Mückendorf oder Mickendorf bezeichnet. Die Bauern bewirtschafteten im Jahr 1806 insgesamt 21 Hufen. Mückendorf gehörte bis 1815 zum Königreich Sachsen und anschließend zu Preußen. Für 1815 wurde ein Schuhmacher, ein Schneider und ein Müller verzeichnet. Im Jahr 1824 gab es zwölf Bauern, darunter den Lehnschulzen, zwei Halbbauern, zwei Kossäten, sieben Häusler sowie ein Schulhaus und drei Hirtenhäuser. Am 5. März 1828 kam es zu einem Brand im Ort, bei dem zahlreiche Gebäude beschädigt wurden. Für 1837 wurden 30 Wohnhäuser gezählt. Drei Jahre später lebten dort unter anderem ein Schmied, ein Windmüller mit Gehilfen und ein Schneider. Die Gemarkung war 1858 insgesamt 8647 Morgen (Mg) groß: 31 Mg Gehöfte, 98 Mg Gartenland, 1331 Mg Acker, 428 Mg Wiese, 1104 Mg Weide, 5655 Mg Wald. Es bestand aus Dorf mit Forsthaus der Baruther Forst, drei öffentlichen, 34 Wohn- und 72 Wirtschaftsgebäuden, darunter eine Getreidemühle. Im Jahr 1860 bestand es als Dorf mit Forsthaus der Baruther Forst und den Wohnplätzen Bernhardsmüh und Wunder, 1871, 1885 mit den Wohnplätzen Bernhardsmüh und Wunder sowie 1895 mit dem Wohnplatz Bernhardsmüh, dabei 1902 Jagdschloss in der Mückendorfer Heide.

### 20. Jahrhundert

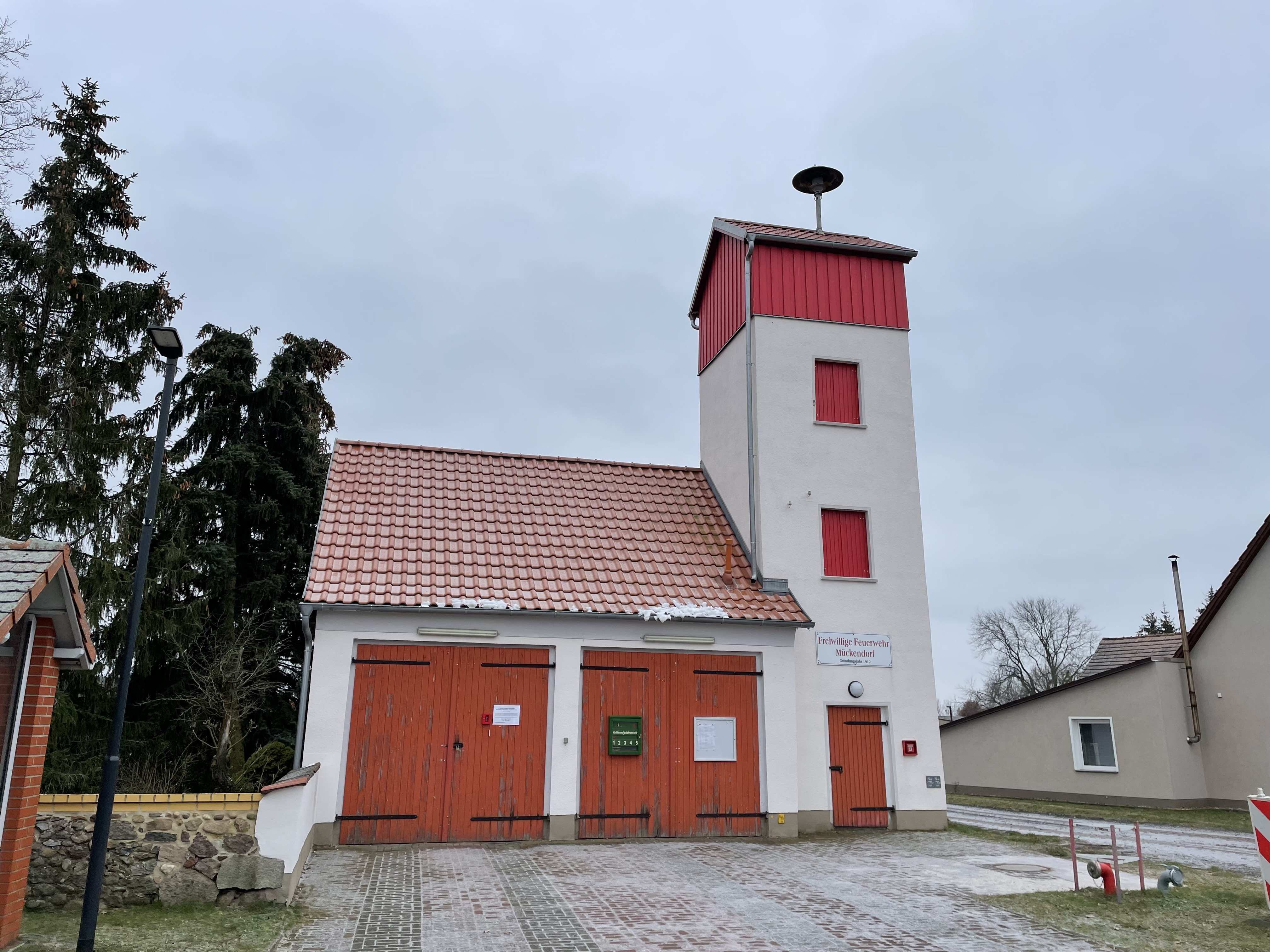
Gebäude der Freiwilligen Feuerwehr

Zur Jahrhundertwende war Mückendorf 1277,9 Hektar (ha) groß und umfasste 61 Häuser. Es gab drei Altsitzer, einen Bahnwärter, einen Gastwirt, einen Großhäusler, zwei Häusler, drei Halbbauern, einen Halbkossäten, einen Kaufmann, zwei Kossäten und einen Lehngutsbesitzer. Im Dorf lebten außerdem ein Lehrer, ein Molkereiverwalter, zwei Neuanbauern, vier Rentner, zwei Stammgutsbesitzer und ein Windmüller sowie eine Witwe. Vom Gutsbezirk Baruth Schloß kamen im Jahr 1929 eine Fläche von 131,3 ha hinzu. Mückendorf wurde 1931 Landgemeinde mit dem Wohnplatz Bernhardsmüh sowie einer Fläche von 1425,2 ha, auf denen 83 Wohnhäuser mit 112 Haushaltungen standen. Der Altsitzer und frühere Gastwirt Friedrich Lehmann hatte Anfang 1931 die Idee, die Dorfaue zu einer Anlage umzugestalten. Er erwarb die Gärten von seinem Enkel Artur Lehmann sowie von August Piesnack sowie ein Stück Acker eines Bauern mit dem Vornamen Gustav. Die Gemeindevertretung stimmte der Umgestaltung am 22. März 1931 zu. Der Bauer Willi Lehmann stiftete Holz, um das Gelände einzufrieden. Die Neugestaltung wurde am 22. April 1931 abgeschlossen. In einer Statistik aus dem Jahr 1939 wurden zwei land- und forstwirtschaftliche Betriebe mit einer Fläche über 100 ha gezählt. Weitere zehn Betriebe waren zwischen 20 und 100 ha, sieben zwischen 10 und 20 ha sowie 14 zwischen 5 und 10 und 38 zwischen 0,5 und 5 ha groß. Im November 1941 rette ein Schüler eine Frau, die im Dorfteich zu ertrinken drohte. Er wurde öffentlich belobigt und erhielt 20 RM.
Nach dem Zweiten Weltkrieg wurden im Rahmen der Bodenreform 360,3 ha enteignet: 52,3 ha Acker, 58,1 ha Wiese und Weide sowie 249 ha Wald. Davon gingen 38,1 ha an acht landlose Bauern und Landarbeiter, 117,2 ha an 28 landarme Bauern, 36 ha an drei Umsiedler, 5,5 ha Waldzulage an zwei Altbauern, 102,5 ha an das Land Brandenburg, 3 ha an die VdgB sowie 28 ha an den Bodenfonds. Im Jahr 1949 wurde gegen einen Mückendorfer Landwirt ermittelt, der einen sowjetischen Kriegsgefangenen misshandelt haben soll.
Die Gemeinde bestand 1950 mit den Wohnplätzen Bernhardsmüh, Sägewerk und Siedlung. Zehn Bauern gründeten 1958 eine LPG Typ III und 70 ha Fläche. Zwei Jahre später hatte sie 55 Mitglieder und 247 ha Fläche und kam 1975 an die LPG (T) Schöbendorf-Paplitz. Außerdem gab es eine LPG Typ I mit 34 Mitgliedern und 169 ha Fläche, die 1966 an die LPG Typ III angeschlossen wurde. Mückendorf war 1970 Gemeinde, 1985 Gemeinde mit Ortsteil Siedlung an der F 96. Im Jahr 1983 gab es in Mückendorf die Bezirksdirektion für Straßenwesen Potsdam Straßenmeisterei Zossen Winterdienststützpunkt Mückendorf, den VEB Gebäudewirtschaft Zossen Bereich Mückendorf, die LPG (T) Schöbendorf-Paplitz Betriebsteil Mückendorf, den VEB (K) Vereinigte Holzindustrie Zossen Sitz Mellensee Werk III Mückendorf. Am 31. Dezember 1997 wurde Mückendorf zusammen mit Groß Ziescht, Horstwalde und Radeland in die Stadt Baruth eingemeindet.

### Bevölkerungsentwicklung
| Jahr      | 1817 | 1837 | 1858 | 1871 | 1885 | 1895 | 1905 | 1925 | 1939 | 1946 | 1964 | 1971 | 1981 |
| Einwohner | 170  | 283  | 310  | 306  | 329  | 342  | 368  | 420  | 481  | 528  | 444  | 411  | 383  |